# Jacques Auxiette
Jacques Auxiette, né le 3 décembre 1940 à Montlevicq (Indre) et mort le 10 décembre 2021 à Angers, est un homme politique socialiste français.
Il est maire de La Roche-sur-Yon (Vendée) de 1977 à 2004 et président du conseil régional des Pays-de-la-Loire de 2004 à 2015.

## Formation et débuts dans la vie professionnelle
Il effectue ses études primaires et secondaires à Montluçon (Allier), puis des études supérieures à l'université de Clermont-Ferrand, où il obtient une licence de sciences et un diplôme d'études supérieures de mathématiques.
Il s'installe en Vendée en 1964, à La Roche-sur-Yon où il est nommé professeur de mathématiques. Après un séjour en coopération en Tunisie (1967-1969), il revient à La Roche-sur-Yon, où il est successivement professeur de mathématiques, puis censeur (1972-1983) et enfin proviseur (1983-1998) du lycée Pierre-Mendès-France.

## Parcours politique
D'abord militant de l'UNEF, Jacques Auxiette commence sa carrière politique à La Roche-sur-Yon en 1970 en entrant au PSU. En 1973 il adhère au PS et devient secrétaire de la section de La Roche-sur-Yon. Il accède en 1986 au poste de premier secrétaire fédéral pour la Vendée, poste qu'il occupera jusqu'en 1990. En parallèle, il assume un engagement syndical au Syndicat national des enseignements de second degré, mutualiste à la MGEN, et dans l'éducation populaire au sein de la Fédération des Œuvres Laïques de Vendée.
En 1977, il est élu maire de La Roche-sur-Yon, à la tête d'une liste de la gauche unie. De 1979 à 1985, il est conseiller général du canton nord de La Roche-sur-Yon.

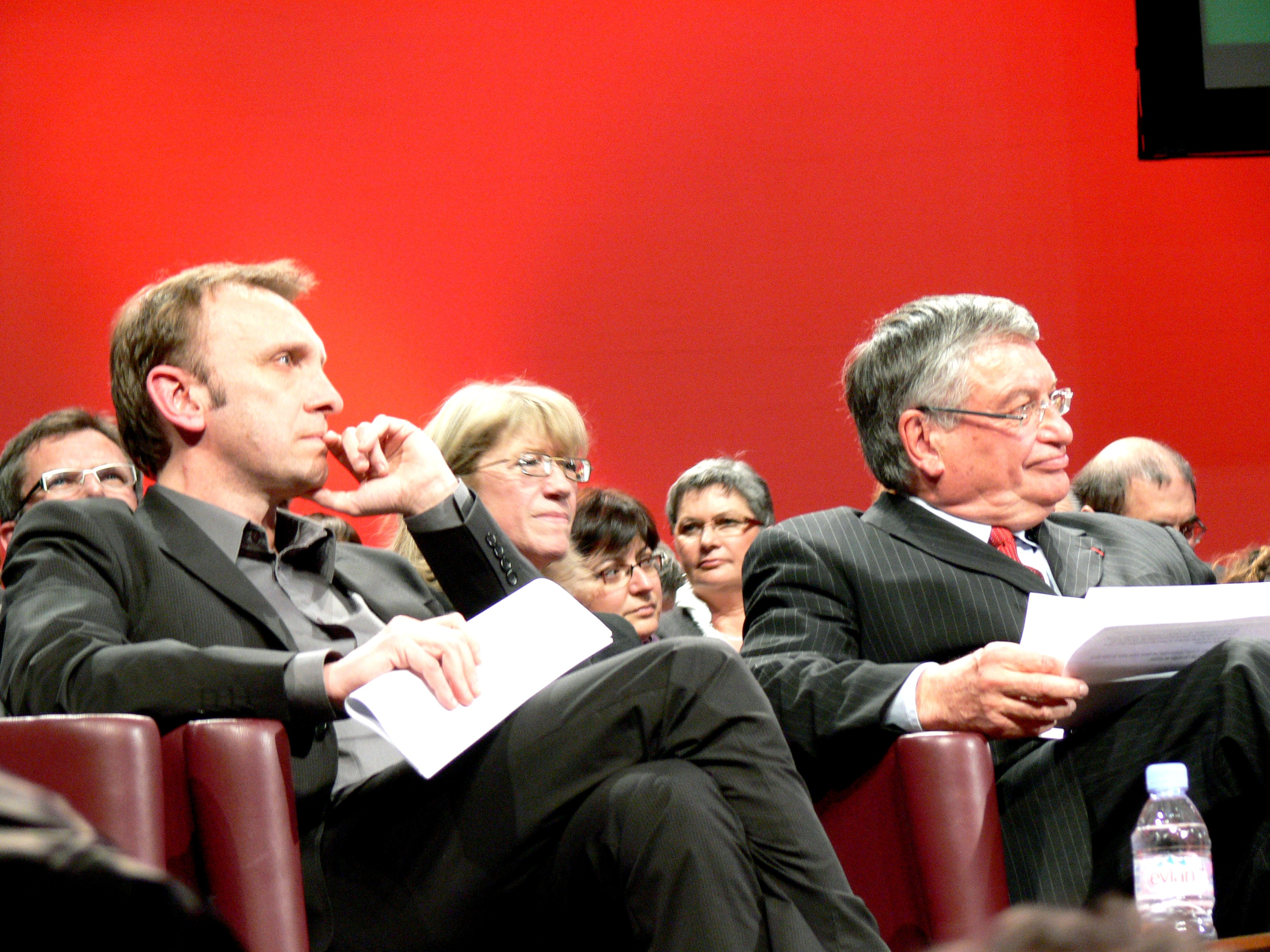
Jacques Auxiette lors de l'entre-deux-tours des élections régionales de 2010.

Il siège au conseil régional des Pays de la Loire à partir de 1979, et conserve son mandat de maire jusqu'en 2004, année où il emporte la présidence de la région face à François Fillon. Il laisse alors sa place de maire à Pierre Regnault, tout en restant conseiller municipal. Au second tour des élections régionales françaises de 2010, il est réélu avec 56,39 % des voix contre 43,61 % pour la liste UMP conduite par Christophe Béchu.
Jacques Auxiette a également été administrateur de l'ENA (1983-1987) et président du GART (1989-2001).
En octobre 2015, Jacques Auxiette annonçait ne pas vouloir renouveler son mandat lors des élections régionales du mois de décembre.
Il  meurt le 10 décembre 2021 à Angers des suites de complications médicales postopératoires.

## Positions

### Opposition au démantèlement des Pays de la Loire
Jacques Auxiette, en qualité de président de la région des Pays de la Loire, s'est prononcé contre le démantèlement de celle-ci, impliquant notamment le rattachement du département de Loire-Atlantique à la région Bretagne. Il milite plutôt pour la création d'un Grand Ouest résultant d'un rapprochement entre les deux régions considérant qu'il ne fallait pas effectuer un redécoupage administratif des régions françaises sur la base de « fondements identitaires », mais plutôt sur l'efficacité due à une synergie qui, selon lui, ne doit être remise en cause, d'autant que selon une étude publiée en mars 2014 par deux cabinets conseils, la région qu'il préside est placée parmi les cinq régions les plus dynamiques de France. Une réflexion sur une possible fusion avec la région Poitou-Charentes a également été amorcée en mai 2014. Dans une courrier adressé au élus régionaux le 21 mai 2014, Jacques Auxiette considère assez favorablement la perspective d'une fusion entre ces trois régions, totalisant 13 départements et plus de 8,6 millions d'habitants. Il dépense 300 000 euros sur le budget de la région pour une campagne de communication dans les quotidiens nationaux mi-mai 2014, en faveur du maintien des Pays de la Loire,. Les partisans du rattachement de la Loire-Atlantique à la Bretagne ont réagi et réclamé que « l’argent confié aux pouvoirs publics soit utilisé au service d’un réel débat démocratique ».

### Soutien du projet aéroport de Notre-Dame-des-Landes
Il défend le projet d'aéroport du Grand Ouest à Notre-Dame-des-Landes. Le 14 mars 2013, jour de son audition par la commission du dialogue mise en place par Jean-Marc Ayrault, il publie un livre diffusé gratuitement sous forme d'e-book intitulé « Aéroport du Grand Ouest : pourquoi j'y crois », dans lequel il explique notamment que « sur le plan environnemental, le transfert de l’aéroport présente plus d’avantages que d’inconvénients ».
D'après Le Canard enchaîné, il a lancé plusieurs appels d'offres pour près de 200 000 euros en faveur de l'aéroport, et financé une campagne publicitaire « Un vrai + pour tous » jusqu’au 28 février, pour 300 000 euros. Il signe le 13 mars une convention de partenariat avec France Télévisions, dénoncée comme étant une atteinte à la liberté des journalistes de la chaîne, qui se retrouvent contraints de ne pas critiquer le projet d'aéroport.
Le 11 juin 2016, il fait connaitre son opposition à la mise en place d'un référendum sur le projet de transfert de l'aéroport, qu'il juge « stupide » accusant le gouvernement de « [manquer de] courage politique et de l’autorité ».

### Tendance aubryste au Parti socialiste

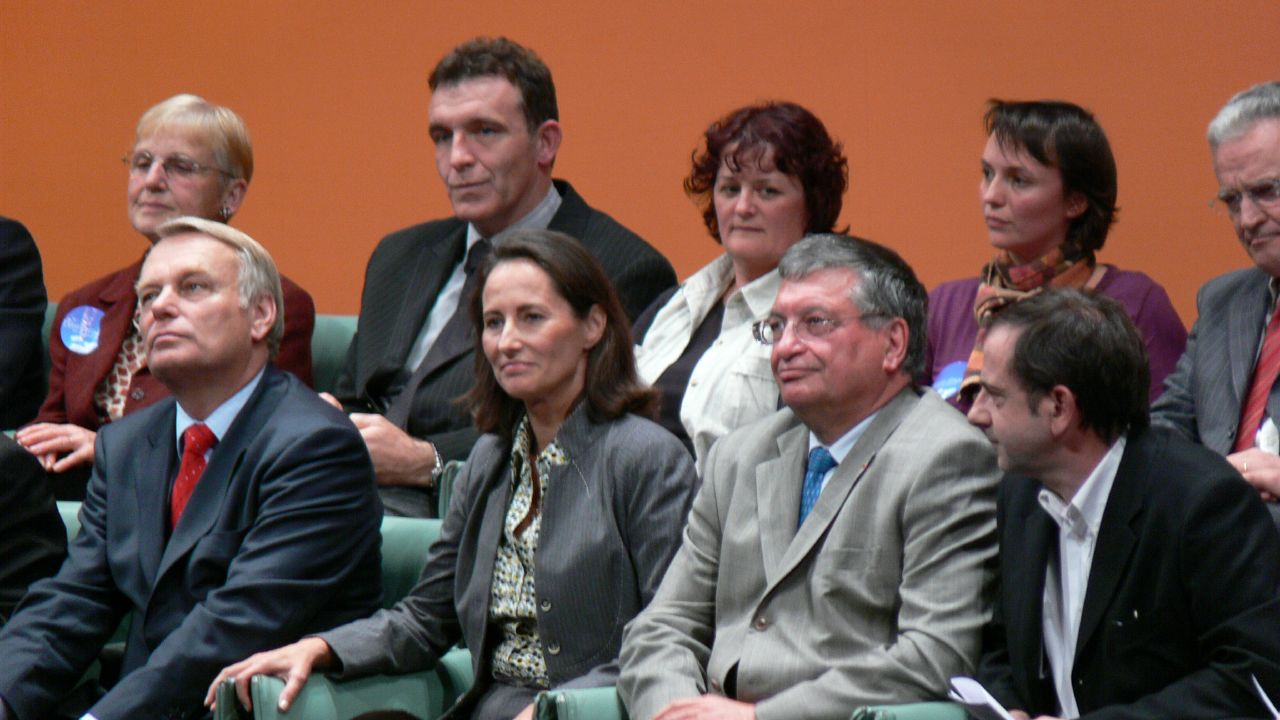
Jacques Auxiette aux côtés de Ségolène Royal et de Jean-Marc Ayrault en 2006.

Il apporte un temps son soutien à la candidature de Ségolène Royal lors du congrès de Reims de 2008 qui vise à élire un nouveau premier secrétaire pour le parti avant de finalement soutenir la motion concurrente « La ligne claire » lancée par Jean-Noël Guérini et Gérard Collomb, pour selon lui suivre « une démarche girondine en rupture avec le parisianisme ».
Il est plus tard réputé proche de Martine Aubry,, et il soutient la candidature de celle-ci lors de la primaire présidentielle socialiste de 2011.
Il s'oppose à plusieurs reprises aux politiques menées par le président de la République François Hollande et par son premier ministre Manuel Valls. Concernant un projet de réforme territoriale lancé en 2014, il dit alors que « le fond du problème dans la méthode est le mépris, le cynisme de Matignon vis-à-vis des élus du peuple » ; il s'oppose aussi à la politique budgétaire mise en œuvre à la même époque et sur la manière de gouverner du président qu'il qualifie de « dérive quasiment monarchique des institutions » et de « dérive institutionnelle de l'homme providentiel ».
Dans le cadre de l’élection présidentielle de 2017, il indique en février 2017 ne pas vouloir voter pour le candidat désigné par la primaire organisée par le Parti socialiste, Benoît Hamon, mais « dès le 1er tour de l’élection présidentielle » pour Emmanuel Macron.

## Détail des mandats

### Mandats municipaux
- Maire de La Roche-sur-Yon (du 21 mars 1977 au 15 avril 2004).
- Conseiller municipal de La Roche-sur-Yon (de 1971 à 2014).

### Mandats intercommunaux
- Président du conseil communautaire de la communauté de communes du Pays-Yonnais (de 1994 à 1995 et de 1998 à 2001).
- Président du syndicat mixte du pays Yon et Vie (de 2002 à 2014).

### Mandats régionaux
- Président du conseil régional des Pays-de-la-Loire (de 2004 à 2015).
- Conseiller régional des Pays-de-la-Loire (de 1979 à 1983 et de 1986 à 2015).

### Autres fonctions
- Président de la commission Éducation de l’Association des régions de France.

## Décorations
- Officier de la Légion d'honneur (décret du 27 mars 2016[26])